# Роб Макелгенні
Роберт Макелгенні III (англ. Robert McElhenney III; нар. 14 квітня 1977) — американський актор, сценарист, продюсер, подкастер і бізнесмен. Знаний за роллю Рональда «Мака» Макдональда в комедійному серіалі FX / FXX «У Філадельфії завжди сонячно» (з 2005), який він створив разом з Чарлі Деєм і Гленном Гавертоном і в якому продовжує працювати виконавчим продюсером і сценаристом. Виконував роль Яна Грімма в комедійному серіалі Apple TV+ «Мітичний квест» (з 2020 року), який він створив разом з Деєм і Меган Ганц як виконавчими продюсерами.
У вересні 2020 року разом з Раяном Рейнольдсом став співвласником валлійського футбольного клубу «Рексем». Цю подію висвітили в спортивному документальному серіалі FX «Вітаємо у „Рексемі“» (з 2022 року), серіал отримав низку нагород.

## Ранні роки
Народився у Філадельфії, штат Пенсільванія, 14 квітня 1977 року. Батьки мали ірландське походження. Виховувався у католицькій вірі. По лінії батька він — двоюрідний брат олімпійського веслувальника Маркуса Макленні. Батьки розлучилися, коли Робу виповнилося 8 років, його мати виявилася лесбійкою. Його та двох молодших братів переважно виховував батько, хоча батьки залишилися близькими після розлучення. Два його брати — геї, і він описує себе як «завжди був частиною гей-спільноти». Через наступний шлюб батька у нього також є зведені сестра та брат.
Середню освіту здобув у Філадельфії. Короткий проміжок часу вчився в Університеті Темпл, а потім тимчасово жив у кампусі Фордгемського університету з друзями, але вирішив не вступати.

## Кар'єра

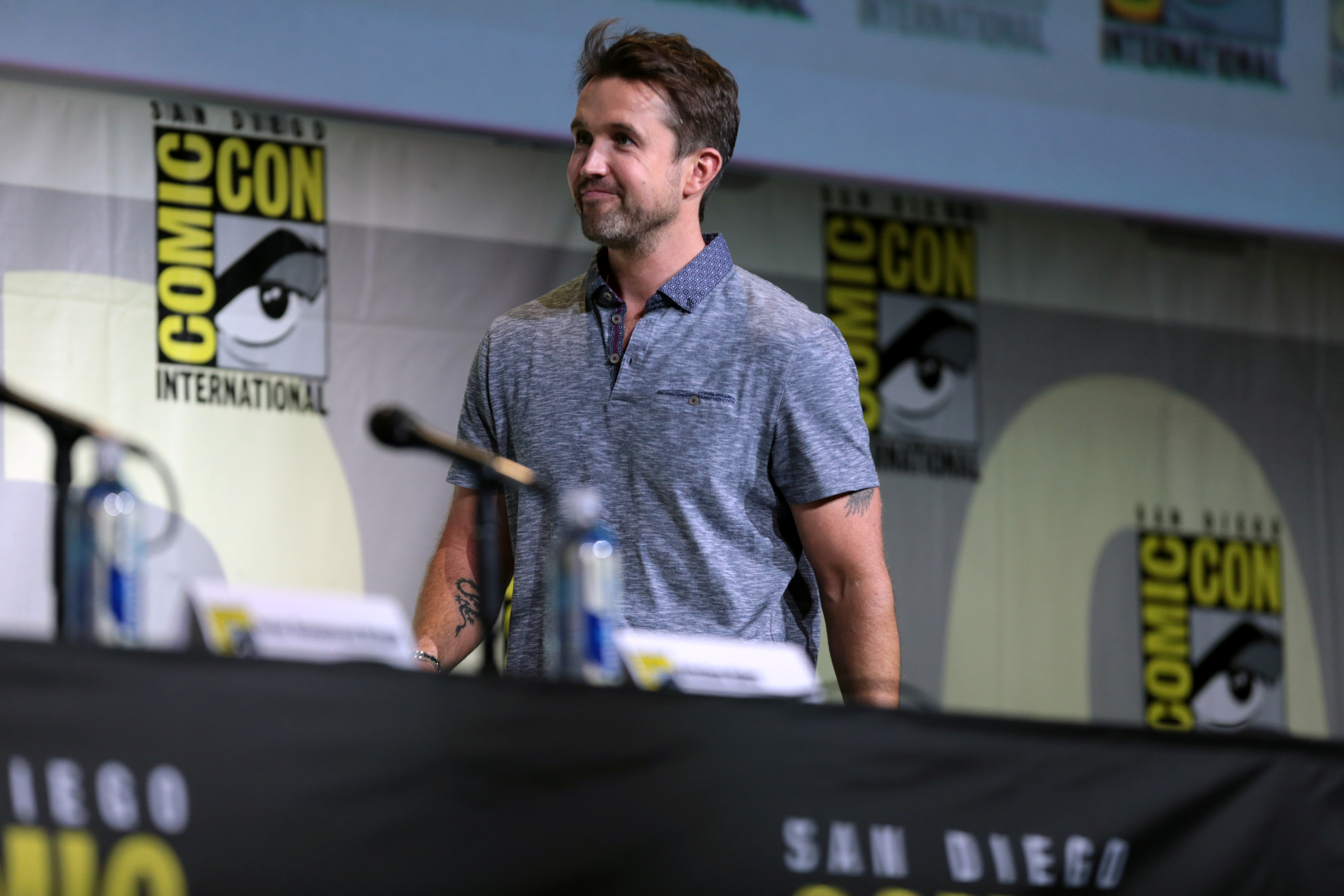
Макелгенні в липні 2016 року

Головну роль зіграв у фільмі 1997 року «Власність диявола», хоча не потрапив в остаточний монтаж. Після цього отримав невеликі ролі у фільмах «Громадянський позов», «Диво-хлопчики» та «Тринадцять розмов про одне». Пізніше зіграв більш значні ролі у фільмах «Останні дні» та «Пост», а також гостьову роль в епізоді «Закону і порядку». У 21 рік він запропонував свій сценарій режисеру Полу Шредеру, але проєкт зійшов на нівець після року редагування та переписування.
Спочатку жив у Нью-Йорку, у 25 років переїхав до Лос-Анджелеса. У 27 років працював офіціантом та актором. Через свого агента познайомився з Гленном Гавертоном, а під час знімання у фільму жахів у Нью-Йорку зустрів з Чарлі Дея. Ідея ситкому з ним трьома у головних ролях виникла на основі пропозиції одного з найближчих друзів дитинства. Бюджет пілотної серії склав 200 доларів, і її показували на різних кабельних мережах. Отримавши багато пропозицій, Макелгенні для контракту вибрав FX, оскільки канал надав йому більше творчої свободи, і зрештою шоу назвали «У Філадельфії завжди сонячно». За контрактом Макелгенні виступав шоуранером, а Гавертон і Дей вказувались виконавчими продюсерами.
Макелгенні зазначав, що на рік 50 тижнів займає акторська робота, продюсування та написання сценаріїв для ситкому «У Філадельфії завжди сонячно», попри це він знайшов час, щоб знятися у двох епізодах «Загублених» після його зустрічі зі співавтором «Загублених» Деймоном Лінделофом, який є шанувальником ситкому. Макелгенні — фанат «Гри престолів» і сказав, що був у захваті, коли творці серіалу Девід Беніофф і Ді Бі Вайс запропонували написати епізод «У Філадельфії завжди сонячно». Пропозицію прийнял і 2013 року зняли епізод «Квіти для Чарлі». 2019 року з'явився в епізодичній ролі статиста в епізоді «Вінтерфелл» «Гри престолів».
У липні 2015 року Mojang затвердив Макелгенні режисером майбутнього анімаційного фільму «Minecraft», але пізніше він покинув проєкт.
2017 року з'явився в ролі офіцера поліції в відомому епізоді «Фарґо» «Закон несуперечності». Він отримав похвалу критиків за свою гру.
2020 року разом з Чарлі Деєм і Меган Ганц створив комедійний серіал Apple TV+ «Мітичний квест», у якому також виконав роль Яна Грімма та працював сценаристом і виконавчим продюсером. Проєкт отримав схвалення критиків, а вебсайт Rotten Tomatoes дав рейтинг схвалення 89 %.
З листопада 2021 року Макглгенні, Дей і Гавертон випускають «The Always Sunny Podcast». Вони обговорюють найрізноманітніші теми, зазвичай кожний епізоду шоу, діляться, що відбувалося за лаштунками та що надихнуло епізоди. Учасники серіалу також обговорюють своїх героїв і те, як вони потрапили в серіал.

## Ділові інтереси
2009 року з дружиною Кейтлін Олсон й іншими придбали бар «Skinner's Bar», нині «Mac's Tavern» на 226 Маркет-стріт у Філадельфії.
23 вересня 2020 року Wrexham Supporters Trust оголосив про ділове партнерство з Макелгенні та канадським актором Раяном Рейнольдсом і що вони ведуть переговори про придбання валлійської футбольної команди «Рексем». 16 листопада 2020 року стало відомо, що вони купили клуб після того, як отримали підтримку Wrexham Supporters Trust. 22 квітня 2023 року «Рексем» піднявся до Другої ліги, а також став чемпіоном Національної ліги. Це знаменує собою повернення «Рексама» до Англійської футбольної ліги після 15-річної відсутності. Спонсори «Некакси» придбали 5 % «Рексема» у квітні 2024 року, й обидва власники, своєю чергою, придбали міноритарну частку в «Некакси».
7 червня 2022 року оголосив про запуск нової технологічної компанії розваг Adim, співзасновниками якої є він, Чейз Розенблат, Мелісса Касперс, Спенсер Марелл і Річард Розенблат.
2023 року разом зі своїми колегами по серіалу «У Філадельфії завжди сонячно» Гленном Гавертоном і Чарлі Деєм заснували компанію Irish American Whiskey.
26 червня 2023 року оголосили, що Рейнольдс і Макелгенні були частиною групи інвесторів, яка купила 24 % акцій команди «Альпін».

## Особисте життя

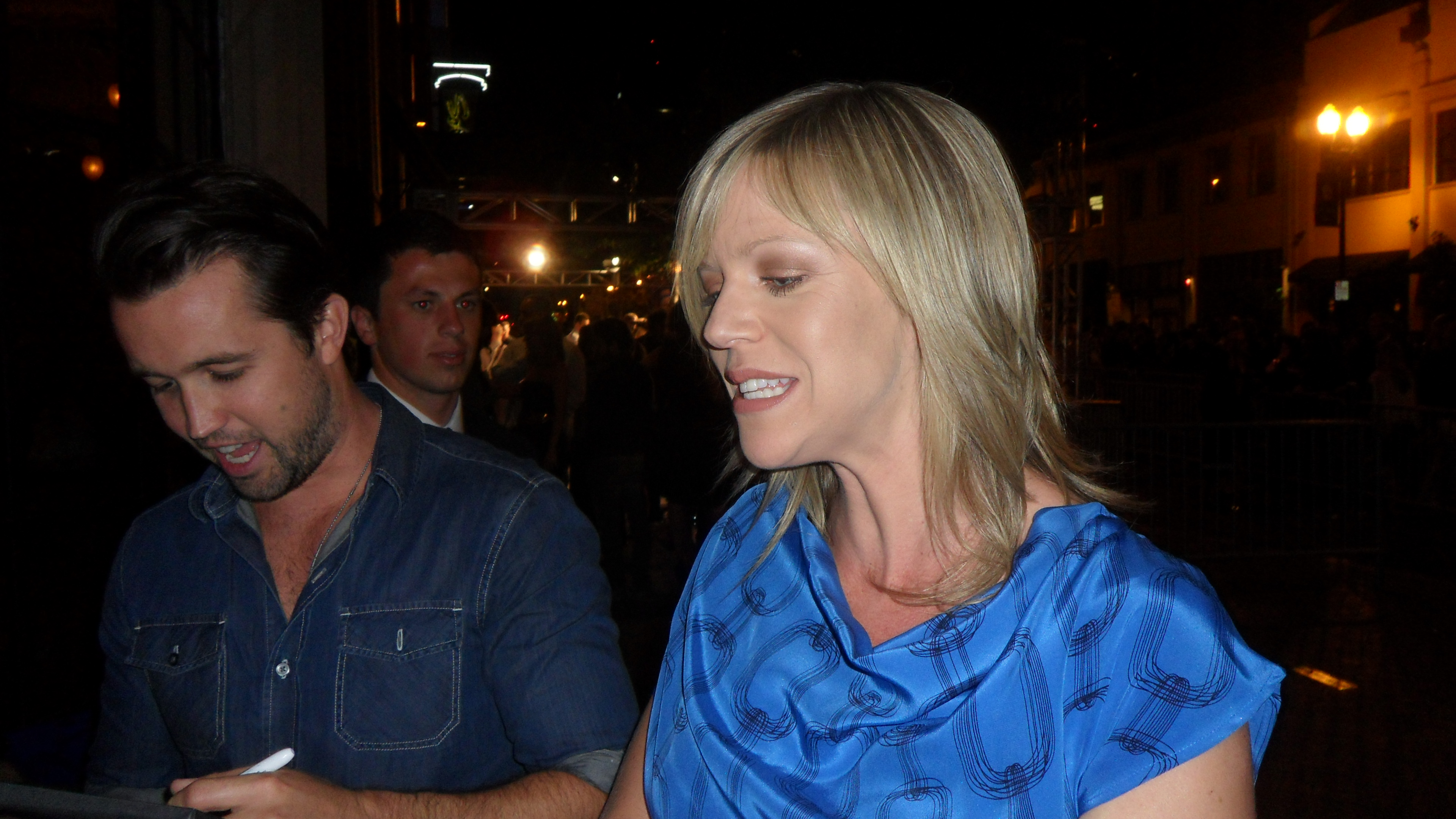
Макелгенні з дружиною Кейтлін Олсон у липні 2010 року

Макелгенні найняв акторку Кейтлін Олсон для ролі Ді Рейнольдс у серіалі «У Філадельфії завжди сонячно» та зацікавився нею «приблизно у другому сезоні». Він назвав її «найвеселішою жінкою у шоубізнесі». Пара одружилася у Каліфорнії 27 вересня 2008 року. У них двоє синів. В Олсон почалися перші пологи під час матчу «Філадельфії Філліз».
У липні 2023 року Макелгенні оголосив, що у йому діагностували «множину розладів нейророзвитку та розлади навчання».

### Тіло
Готуючись до сьомого сезону «У Філадельфії завжди сонячно», Макелгенні погладшав на 27 кг та відпустив бороду, щоб надати своєму персонажу додаткового гумору та додати новий комедійний напрямок сезону. Його колега Чарлі Дей назвав збільшення ваги «огидним» і сказав, що решта акторського складу «трохи насторожена щодо його особистого здоров'я та безпеки». Згодом він втратив 10 кг після завершення сезону, а решту ваги втратив згодом.
Готуючись до 13 сезону шоу, він знову змінив своє тіло, але цього разу став надмірно підтягнутим і спортивним. Пізніше він пожартував у дописі в Instagram: "Дивіться, це не так вже й складно. Все, що вам потрібно робити, це тренуватися шість днів на тиждень, припинити вживати алкоголь, не їсти нічого після 19:00, не їсти вуглеводів і цукру, насправді просто не їжте нічого, що вам подобається, візьміть особистого тренера «Супер Майка», спіть дев'ять годин на добу, пробігайте три милі на день і нехай студія оплачує все це протягом шести-семи місяців. Я не знаю, чому не всі це роблять, це дуже реалістичний триб і відповідний образ тіла, з яким можна порівняти себе. #hollywood.

### Вплив
За словами Макелгенні, на його гумор влинули Брати Маркс, Вуді Аллен, Карл Райнер, Норман Лір, Джордж Карлін, Гері Девід Голдберг, Ларрі Девід та Девід Седаріс.

## Фільмографія

### Фільми
| Рік  |   | Українська назва           | Оригінальна назва                      | Роль           |
| ---- | - | -------------------------- | -------------------------------------- | -------------- |
| 1997 | ф | Власність диявола          | The Devil's Own                        | Кевін          |
| 1998 | ф | Громадянський позов        | A Civil Action                         | підліток       |
| 2000 | ф | Вундеркінди                | Wonder Boys                            | студент        |
| 2001 | ф | Тринадцять розмов про одне | Thirteen Conversations About One Thing | Кріс Гаммонд   |
| 2001 | ф | Історії біля багаття       | Campfire Stories                       | Рікі           |
| 2002 | ф | Коротко кажучи             | Long Story Short                       | Трент          |
| 2003 | ф | Останні дні                | Latter Days                            | Гармон         |
| 2004 | ф | Міська вʼязниця            | The Tollbooth                          | Саймон Стентон |
| 2024 | ф | Дедпул і Росомаха          | Deadpool & Wolverine                   | солдат         |

### Телебачення
| Рік         | Назва                         | Зазначений як | Зазначений як | Зазначений як  | Зазначений як | Роль               | Примітки                               |
| Рік         | Назва                         | Сценарист     | Режисер       | Продюсер       | Актор         | Роль               | Примітки                               |
| ----------- | ----------------------------- | ------------- | ------------- | -------------- | ------------- | ------------------ | -------------------------------------- |
| 1997        | Law & Order                   | Ні            | Ні            | Ні             | Так           | Джої Тімон         | Епізод: «Thrill»                       |
| 2004        | Швидка допомога               | Ні            | Ні            | Ні             | Так           | Енді Феш           | Епізод: «Where There's Smoke»          |
| 2005 —      | У Філадельфії завжди сонячно  | Так           | Так           | виконавчий     | Так           | Рональд Макдональд | також творець                          |
| 2007 — 2010 | Загублені                     | Ні            | Ні            | Ні             | Так           | Алдо               | 2 епізоди                              |
| 2011 — 2012 | Як бути джентльменом          | Ні            | Ні            | консультант    | Ні            | Н/Д                | 9 епізодів                             |
| 2012        | Некероване навчання           | Ні            | Ні            | виконавчий     | Ні            | Н/Д                | 13 епізодів                            |
| 2014 — 2017 | Проєкт «Мінді»                | Ні            | Ні            | Ні             | Так           | Лу Тукерс          | 4 episodes                             |
| 2015        | On the Record with Mick Rock. | Ні            | Ні            | виконавчий     | Ні            | Н/Д                | 6 епізодів                             |
| 2017        | Фарґо                         | Ні            | Ні            | Ні             | Так           | Оскар Гант         | Епізод: «The Law of Non-Contradiction» |
| 2018 — 2019 | Круті дітки                   | Ні            | Ні            | співвиконавчий | Ні            | Н/Д                | 22 епізоди                             |
| 2019        | Гра престолів                 | Ні            | Ні            | Ні             | Так           | солдат             | Епізод: «Вінтерфелл»                   |
| 2020 — 2025 | Мітичний квест                | Так           | Так           | виконавчий     | Так           | Єн Грімм           | також співтворець                      |
| 2022        | Вітаємо у «Рексемі»           | Ні            | Ні            | виконавчий     | Так           | себе               | також співтворець                      |

### Відео ігри
| Рік  | Назва   | Роль | Примітки      |
| ---- | ------- | ---- | ------------- |
| 2022 | FIFA 23 | себе | голосова роль |